# Jewell Junction (Iowa)
Jewell Junction est une ville du comté de Hamilton, en Iowa, aux États-Unis. Elle est fondée en 1880 et incorporée le 22 octobre 1880.

## Source de la traduction
- (en) Cet article est partiellement ou en totalité issu de l’article de Wikipédia en anglais intitulé « Jewell Junction, Iowa » (voir la liste des auteurs).